# Отрог (Тамбовский район)
Отрог — деревня в Тамбовском районе Тамбовской области России.  Входит в состав сельского поселения Красносвободненский сельсовет.

## География
Деревня расположена в центральной части региона, в лесостепной зоне, в 15 км к юго-востоку от Тамбова, восточнее автомобильной магистрали М6 «Каспий».

### Климат
Климат умеренно континентальный, относительно сухой, с холодной продолжительной зимой и тёплым летом. Средняя температура воздуха самого холодного месяца (января) — −11,3 °C; самого тёплого месяца (июля) — 20,4 °C. Безморозный период длится 142—147 дней. Среднегодовое количество атмосферных осадков составляет 510 мм, из которых 292 мм выпадает в период с апреля по октябрь. Продолжительность залегания снежного покрова составляет в среднем 134 дня.

## Инфраструктура
Личное подсобное хозяйство.

## Транспорт
Деревня доступна автотранспортом. 